# آنتیم پنغال
آنتیم پنغال (به انگلیسی: Antim Panghal،  زادهٔ ۳۱ اوت ۲۰۰۴) یک کشتی‌گیر آزادکار اهل کشور هند است. وی سابقه حضور در المپیک ۲۰۲۴ پاریس را دارد.  
از افتخارات وی می‌توان به کسب مدال برنز مسابقات قهرمانی کشتی جهان ۲۰۲۳ اشاره کرد.